# FK Homel
Futbolny klub Homel, bělorusky футбольны клуб Гомель, je běloruský fotbalový klub z města Homel. Založen byl roku 1959. Jednou se stal mistrem Běloruska (2003), dvakrát vyhrál běloruský pohár (2002, 2011).

## Kompletní výsledky v evropských pohárech
| Sezóna  | Soutěž | Kolo  |         | Soupeř        | Doma | Venku |
| ------- | ------ | ----- | ------- | ------------- | ---- | ----- |
| 2000/01 | UEFA   | Př.   | Švédsko | AIK Stockholm | 0-2  | 0-1   |
| 2002/03 | UEFA   | Př.   | Finsko  | HJK Helsinki  | 0-1  | 4-0   |
|         |        | 1.    | Německo | FC Schalke 04 | 1-4  | 0-4   |
| 2004/05 | LM     | 1.př. | Albánie | KF Tirana     | 0-2  | 1-0   |
| 2008/09 | UEFA   | 1.př. | Polsko  | Legia Varšava | 1-4  | 0-0   |
| 2011/12 | EL     | 3.př. | Turecko | Bursaspor     | 1-3  | 1-2   |

## Historické názvy
- 1959: Lokomotiv Gomel
- 1965: Spartak Gomel
- 1969: Gomselmash Gomel
- 1976: Mashinostroitel Gomel
- 1978: Gomselmash Gomel
- 1995: FK Homel